# Цыбиков, Намжил Нанзатович
Намжи́л Нанза́тович Цы́биков (р. 24 июня 1949, Улан-Удэ, по др. данным — с. Илька, Заиграевский район, Бурят-Монгольская АССР) — российский медик, специалист по патологической физиологии. Доктор медицинских наук, профессор Читинской государственной медицинской академии, лауреат Премии Совета Министров СССР 1989 года. Член Нью-Йоркской академии наук. Председатель Читинского отделения Всероссийского общества патофизиологов.
Депутат Читинской городской Думы, заместитель председателя Читинской городской Думы, заместитель председателя Ассамблеи народов Забайкалья, вице-президент Конгресса бурятского народа, председатель ассоциации бурят Забайкальского края, проживающих вне автономии, член политсовета регионального отделения партии «Единая Россия».

## Биография
В 1967 году Н. Н. Цыбиков поступил на лечебный факультет Читинского медицинского института. Был аспирантом кафедры нормальной физиологии, с 1984 года по настоящее время[уточнить] (2018) возглавляет кафедру патологической физиологии.
На втором курсе института Н. Н. Цыбикова заметил профессор Б. И. Кузник, который впоследствии был руководителем кандидатской Н. Н. Цыбикова «Физиологические механизмы регуляции свёртываемости крови и лимфы при гетеротрансфузиях» (1978, Краснодар), и его докторской диссертации «Механизмы взаимосвязи иммунитета и гемостаза в эксперименте и клинике» (1983, Ленинград).
Н. Н. Цыбиков совместно с Б. И. Кузником создали новую концепцию иммунной регуляции системы гемостаза в организме. Практическим итогом их исследований стало создание и утверждение ветеринарным фармакологическим комитетом СССР к производству новых лекарственных средств лечения птиц (авистимулин) и животных (тимоветы). За проделанную работу в 1991 Н. Н. Цыбиков и Б. И. Кузник были удостоены Премии Совета Министров СССР.
Ученики Н. Н. Цыбикова занимались изучением аутоиммунных звеньев патогенеза и гистогематических барьеров при ряде заболеваний (сахарном диабете, остром панкреатите, вирусном гепатите, заболеваниях щитовидной железы и других), что привело к разработке новых методов их диагностики, лечения и профилактики, а также состоянием при различных патологических процессах.
Профессор Н. Н. Цыбиков — автор более 500 работ, 3 монографий, 25 патентов и изобретений. Им подготовлено 43 кандидатов и 6 докторов медицинских наук.